# Нюарк
Вижте пояснителната страница за други значения на Нюарк.
Нюарк (на английски: Newark) е град в североизточната част на САЩ, най-големият в щата Ню Джърси, и 65-ият най-населен град в САЩ. Нюарк е административен център на окръг Есекс. Населението му е 285 154 души (по приблизителна оценка от 2017 г.). Нюарк получил статут на град на 11 април, 1836 година

## История
Нюарк е основан от пуритани през 1655 година. Градът изпитал огромен индустриален растеж през 19 век и началото на 20 век, но само да се заличи от голямото расово напрежение между белите и черните през втората половина на 20 век.

## География
Нюарк е разположен на брега на Атлантическия океан в Северен Пидмънт, на около 8 km западно от Манхатън, Ню Йорк и на около 3,2 km северно от Статън Айлънд.
Нюарк е 62,5 квадратни километра, което го прави вторият град с най-малко площ в 100-те най-населени градове в САЩ, след съседният, Джърси Сити. Височината на града варира между 0 и 83 метра над морското равнище, като 17 метра е средната височина. Нюарк е разположен на река Пасайк.

## Известни личности
Родени в Нюарк
- Сара Вон (1924 – 2000), певица
- Алън Гинсбърг (1926 – 1997), поет
- Стивън У. Киърни (1794 – 1848), офицер
- Стивън Крейн (1871 – 1900), писател
- Барбара Крюгер (р. 1945), художничка
- Рей Лиота (р. 1955), актьор
- Шакил О'Нийл (р. 1972), баскетболист
- Пол Остър (р. 1947), писател
- Джак Уордън (1920 – 2006), актьор
- Уитни Хюстън (1963 – 2012), певица